# Епоним
Епоним (грч. eponymos – онај који даје име, по коме је нешто названо) је име особе према којој је нешто добило назив. У питању могу бити место, временски период, неко откриће, итд.

## Примери епонима
- Ахил — Ахилова пета
- Адам — Адамова јабучица
- Леонард Ејдлман — треће слово у називу алгоритма за криптографију, RSA је узето из почетног слова Ејдлмановог презимена (енгл. Adleman).
- Алис Лидл — Алиса у земљи чуда, синдром Алисе у земљи чуда
- Алојз Алцхајмер — Алцхајмерова болест
- Андре-Мари Ампер — ампер, Амперов закон
- Роалд Амундсен — Амундсеново море, Амундсенов кратер
- Архимед — Архимедов принцип
- Роберт Аткинс (нутрициониста) — Аткинсонова дијета
- Атлас — атлас
- Октавијан Август — месец август
- Амедео Авогадро — Авогадров број, Авогадров закон
- Томаш Бата — ципеле Бата
- Луј де Бешамел — Бешамел сос
- Александар Грејам Бел — бел
- Данијел Бернули — Бернулијев принцип
- Џејн Биркин - биркинка
- Жозеф Гиљотен - гиљотина
- Луј Брај — Брајева азбука
- Луј Дагер — дагеротипија
- Андерс Дал — далија
- Волт Дизни — Дизниленд
- Енцо Ферари — Ферари
- Луј XIV — Луизијана
- Вилијам Окамски — Окамова бритва
- Григориј Александрович Потемкин — Потемкинова села
- Фердинанд фон Цепелин — цепелин
- Семјуел Вилсон — Ујка Сем